# Abatoleon
Abatoleon is een insectengeslacht uit de familie van de mierenleeuwen (Myrmeleontidae), die tot de orde netvleugeligen (Neuroptera) behoort. 
Het geslacht werd voor het eerst wetenschappelijk beschreven door Nathan Banks, in 1924.

## Onderliggende soorten
- Abatoleon bruneri
- Abatoleon camposi
- Abatoleon deprivatus
- Abatoleon dolichogaster
- Abatoleon dorsalis
- Abatoleon frontalis
- Abatoleon garcianus
- Abatoleon indiges